# عبد القادر قاضي
عبد القادر قاضي ، مواليد 23 أكتوبر 1952 في عين الصفراء في الجزائر ، موظف حكومي في الإدارة العمومية في الجزائر ووزير سابق.

## دراسات
مدرسة البوليتكنيك للهندسة المعمارية وتخطيط المدن (EPAU)  في الجزائر العاصمة (1974-1979)

## المهام
وظائفه الرئيسية هي :
1. والي منتدب باب الواد :  2000 -  2004
2. والي عين الدفلى :  2004 -  2010
3. والي غليزان :  2010 -  2014
4. وزير الأشغال العمومية:  2014 -  2015
5. وزير الفلاحة والتنمية الريفية:  2015 -  2015
6. والي تيبازة : ( جويلية 2015   -  أكتوبر 2016 ).